# Család (rendszertan)
Az élőlények biológiai rendszertani besorolásában a család (latinul: familia) az egyik fő kategória, amely a rend (ordo) és a nemzetségcsoport (növényeknél és gombáknál) vagy a nemzetség (állatoknál) (tribus) fő kategóriák között helyezkedik el.
A család volt az egyik alapvető kategória Carl von Linné klasszikus ötös felosztásában (osztály–rend–család–nemzetség, nem–faj).
Szükség esetén az élőlények fajainak osztályozásához a magasabb főcsalád vagy öregcsalád (superfamilia; növényeknél és gombáknál főcsalád, állatoknál öregcsalád) és az alacsonyabb alcsalád és alcsaládág (subfamilia és infrafamilia) alkategóriák is felhasználhatók. Valamint az állatoknál esetleg a család és öregcsalád között a series, az öregcsalád fölött pedig a magasabb divisio (zoodivisio), illetve az alacsonyabb sectio (zoosectio) és subsectio (zoosubsectio). Ezeket jelenleg a „sorozat”, illetve a „tagozat”, „osztag” és „alosztag” kifejezésekkel fordítjuk.

## A család elhelyezkedése a rendszertani felosztásban
A fő kategóriákat félkövér, az alkategóriákat a normál betű jelöli.
- rend (ordo)
  - alrend (subordo)
    - alrendág (infraordo)
      - főcsalád vagy öregcsalád (superfamilia)
        - család (familia)
          - alcsalád (subfamilia)
            - alcsaládág (infrafamilia)
              - nemzetségcsoport vagy nemzetség (tribus)